# Ашуг Ислам
Ашуг Ислам (азерб. Aşıq İslam), имя при рождении Ислам Кара оглы Юсифов (1893, село Нариманлы — 1968, Кировабад) — азербайджанский ашуг, Заслуженный деятель искусств Азербайджанской ССР (1940). Известны написанные им песни, посвящённые строению социализма («Октябрь», «Да здравствует Азербайджан», «Наше время», «Красная Армия», «Мингечаур», «Песня мира», «Гамэрджан» и др.). Создал в Азербайджане первый хор ашугов (Кировабад, 1937). Участник Декады Азербайджанской литературы и искусства, прошедшей в 1938 году в Москве. Был членом Союза писателей Азербайджана.

## Награды
- Орден Трудового Красного Знамени (09.06.1959)
- Заслуженный деятель искусств Азербайджанской ССР (1940)

## Комментарии
1. ↑  Ныне — село Шатван в Гехаркуникской области Армении.